# Tachygonus
Tachygonus är ett släkte av skalbaggar. Tachygonus ingår i familjen vivlar.

## Dottertaxa tillTachygonus, i alfabetisk ordning[1]
- Tachygonus bauhiniae
- Tachygonus bidentatus
- Tachygonus bifasciculatus
- Tachygonus bondari
- Tachygonus caseyi
- Tachygonus centralis
- Tachygonus curvicrus
- Tachygonus dufaui
- Tachygonus fasciculosus
- Tachygonus fiohri
- Tachygonus flavisetis
- Tachygonus fulvipes
- Tachygonus godweyi
- Tachygonus gracilipes
- Tachygonus horridus
- Tachygonus hydropicus
- Tachygonus inconstans
- Tachygonus laminipes
- Tachygonus laticrus
- Tachygonus lecontei
- Tachygonus leprieuri
- Tachygonus leprieurii
- Tachygonus minutus
- Tachygonus nigrescens
- Tachygonus nigrocristatus
- Tachygonus pectinisquamis
- Tachygonus phalangium
- Tachygonus pullus
- Tachygonus quadrisignatus
- Tachygonus quinquedentatus
- Tachygonus regularis
- Tachygonus rhombus
- Tachygonus rufovarius
- Tachygonus rufus
- Tachygonus rugosipennis
- Tachygonus schonherri
- Tachygonus scutellaris
- Tachygonus semirufus
- Tachygonus sinuaticrus
- Tachygonus spinipes
- Tachygonus tardipes